# Museu Valencià del Joguet
El Museu Valencià del Joguet és un centre creat per a la conservació i difusió del patrimoni jogueter industrial. Va nàixer en 1990 a Ibi (l'Alcoià, País Valencià), poble reconegut a nivell mundial com a centre nacional del joguet.
En 2013, es va traslladar a la seua seu definitiva als edificis de la que va ser la primera fàbrica joguetera que es va crear a la localitat, l'antiga Payá.
Des de la llauna fins al plàstic i distribuïts temàticament, a la sala permanent es mostren joguets fabricats a Ibi i en altres llocs del món, des de 1903 fins als anys 80.
La sala temporal del museu acull exposicions periòdiques en les quals es poden veure joguets que formen part dels fons propis i que no s'exposen de forma permanent, així com peces de col·leccions particulars.